# Lawrence Lucie
Lawrence Lucie, né le 18 décembre 1907 à Emporia (Virginie), mort à Manhattan, New York, le 14 août 2009, est un guitariste de jazz américain, ayant également joué principalement du banjo, de la mandoline et du violon.
Il a notamment joué :
- aux côtés de Sidney Bechet dans diverses formations conduites par celui-ci,
- aux côtés de Henry Allen au sein de sa formation Henry “Red” Allen and his Orchestra,
- aux côtés de Jelly Roll Morton, au sein de sa formation Jelly Roll Morton and his New Orleans jazzmen
- mais aussi dans des enregistrements du Harlem Blues And Jazz Band.

Il meurt en 2009 dans sa 102e année.